# Rosyjski korpus kadetów – liceum imienia imperatora Mikołaja II
Rosyjski korpus kadetów – liceum imienia imperatora Mikołaja II (ros. Русский кадетский корпус – лицей имени императора Николая II), zwany też wersalskim korpusem kadetów – rosyjski emigracyjny ośrodek pedagogiczny o charakterze wojskowym we Francji od lat 30. do połowy lat 60. XX wieku.
Ośrodek został utworzony jesienią 1930 r. z inicjatywy byłego komendanta krymskiego korpusu kadetów gen. ljt. Władimira W. Rimskiego-Korsakowa, który stał się pierwszym dyrektorem nowo utworzonego korpusu kadetów. Mieścił się w Villiers-le-Bel. Był podporządkowany Komitetowi Społecznemu działającemu w składzie Rosyjskiego Związku Ogólnowojskowego (ROWS) na czele z gen. ljt. Jewgienijem K. Millerem, od 1937 r. gen. J. J. Bej, zaś od 1943 r. gen. W. N. Łabzin. Celem korpusu było przygotowanie kadr wojskowych do przyszłej walki o Rosję i uchronienie młodzieży emigracyjnej przed wynarodowieniem. Dewizą ośrodka było hasło: „Za Cara, Wiarę i Ojczyznę”. Ze względu na fakt, że zgodnie z prawem francuskim na terytorium Francji nie mogły funkcjonować zagraniczne szkoły wojskowe, korpus działał formalnie jako „Liceum imperatora Mikołaja II”. Dlatego mundury wojskowe kadeci nosili tylko na terenie uczelni. Ze względu jednak na trudności finansowe mundury te długo nie były ujednolicone. W pierwszym roku szkolnym istnienia ośrodka uczyło się w nim w dwóch klasach (młodszej i starszej) 32 kadetów pochodzących spośród młodzieży białej emigracji rosyjskiej, która ukończyła 8-klasowe francuskie szkoły podstawowe. Uczyli się oni w macierzystym języku religii, rosyjskiej historii, kultury, geografii i języka. Pozostałe przedmiotowe wykładane były po francusku. Klasy liczyły po 10-15 osób. W 1933 r. na czele korpusu stanął gen. mjr Jeremia J. Fenster (Wraski). W tym czasie nawiązano współpracę z Narodową Organizacją Witazi, w wyniku której corocznie grupa najstarszych kadetów jeździła latem na jej obozy na południu Francji. W 1935 r. patronat nad ośrodkiem objął książę Gawriił Konstantinowicz. Kadetów często odwiedzali przedstawiciele carskiego rodu Romanowów. Jednocześnie ośrodkowi przekazano sztandar wojenny Liwadnijsko-Jałtyjskiej Kompanii Dziecięcej z okresu rosyjskiej wojny domowej. Od 1937 r. korpus znajdował się w Wersalu. W październiku 1938 r. najstarsza klasa korpusu wzięła udział w uroczystościach pogrzebowych po śmierci wielkiego księcia Kiriłła Władimirowicza. Podczas niemieckiej okupacji Francji w latach 1940–1944 korpus nadal funkcjonował. Kadeci otrzymali prawo pokazywać się na ulicach miasta w swoich mundurach. Wyglądały one następująco: czapki miały czerwony otok i kokardę, bluza była koloru khaki, pas, czarne spodnie i czarne buty. W ciepłe dni noszone białe bluzy. Personel pedagogiczny i absolwenci korpusu w większości współpracowali z Niemcami, ale niektórzy zaangażowali się w działalność ruchu oporu. W okresie powojennym wersalski korpus kadetów pozostał jedyną rosyjską uczelnią emigracyjną. W 1959 r. ze względu na trudności budżetowe korpus został przeniesiony do Dieppe. Spowodowało to jeszcze większą zapaść finansową. W rezultacie ostatni kadeci ukończyli ośrodek w 1964 r. Korpus ukończyło ok. 350 młodych Rosjan. Wkrótce powstało w Paryżu Stowarzyszenie Kadetów Korpusu Kadetów – Liceum imienia Mikołaja II.